# International Association for the Exchange of Students for Technical Experience
The International Association for the Exchange of Students for Technical Experience (IAESTE) är en internationell organisation som arbetar för att erbjuda utlandspraktik till högskolestuderande vid framför allt tekniska och naturvetenskapliga utbildningar.

## Mål
- Att erbjuda arbetsgivare kvalificerad och motiverade praktikanter
- Att främja internationell förståelse och samförstånd mellan studenter från olika länder genom att de får ökade språkkunskaper och kännedom om andra kulturer.

## Uppdrag
- Att erbjuda ett praktikutbyte av hög kvalitet mellan medlemmar för att få en internationell förståelse mellan studenter, lärosäten, företag etc.
- IAESTE arbetar för allas lika värde oberoende av ras, färg, kön eller nationalitet.

Sedan IAESTE grundades år 1948 har fler än 300 000 praktikplatser förmedlats över hela världen. Av dessa har närmare 15 000 platser fyllts av svenska studenter.
Eftersom IAESTE är ett utbytesprogram måste man för varje svensk student som åker utomlands erbjuda en praktikplats i Sverige för en utländsk student.

## IAESTE-praktiken
Programmet bygger på ett ömsesidigt utbyte av praktikplatser. Dessa platser delas in i följande kategorier:
- Forskning och utveckling
- Ingenjörspraktik
- Miljöpraktik
- Ospecificerad praktik, till exempel språkpraktik.

Längden på praktikperioden varierar mellan 2 och 18 månader. Svenska studenter gör ofta sin praktik under sommaren. Svenska företag eller organisationer som önskar erbjuda praktikplats eller ex-jobb specificerar från vilken studieinriktning man vill ha en praktikant från samt försöker att i möjligaste mån beskriva vilket uppdrag/jobb som ska utföras.

## Organisation
IAESTE består av medlemsländer; "national committees", länder som är på väg att bli medlemmar "assiociate members" och "cooperating institutions" (länder som nyligen har kommit med i IAESTE-utbytet). IAESTE Sverige var ett av 10 länder som bildade organisationen. 
Det dagliga arbetet i organisationen styrs av en nationell sekreterare, i Sverige är det för närvarande, 2015, Anders Fredén. Det finns även två koordinatorer som samordnar arbetat mellan lokalkommitteérna och det nationella kansliet.
Lokalkommitteér i Sverige finns på totalt 8 lärosäten, dessa är:
- Chalmers tekniska högskola
- Uppsala universitet
- Linköpings universitet
- Luleå tekniska universitet
- Lunds universitet
- Umeå universitet
- Kungliga Tekniska Högskolan

Kommitteérna drivs ideellt av studenter på de aktuella lärosäterna. Deras uppgift är att vara en lokal länk mellan företag, lärosäten och praktikanter. Kommitteérna anordnar även sociala aktiviteter och ser till att utländska praktikanter trivs i sitt nya klimat.